# Per-Olof Josefsson
Per-Olof "POJ" Josefsson är en svensk programmerare och IT-entreprenör.
Josefsson arbetade under många år som programmerare innan han 1992 började arbeta på Comvik Skyport (nuvarande Tele2. Han kom sedan att bli involverad i Swipnet vilket var Sveriges första kommersiella internetleverantör. Företaget var litet och han har själv beskrivit sin roll där som "mellan VD och tekniker". Tillsammans med Olle Wallner och Patrik Fältström bidrog han till att många tidningar i Sverige skaffade e-postadresser, då resultatet för riksdagsvalet 1994 började distribueras via mejl. För att ta emot resultatet krävdes att redaktionerna hade ett abonnemang hos Swipnet. Detta var innan några svenska tidningar hade startat egna webbplatser. 
I samband med att webben blev allt mer populär såg Josefsson till att boken Nyckeln till internet (1995) blev till, samt bidrog till att tidningen Internetworld startade. Mellan 2002 och 2006 var han VD för NIC-SE vilket fungerade som ett dotterbolag till IIS och som på den tiden skötte driften av domäner i Sverige. Mellan 2006 och 2009 var han försäljnings- och marknadschef för IIS.